# N4-Methylcytidin
N4-Methylcytidin (m4C) ist ein seltenes Nukleosid und kommt in der rRNA vor. Es besteht aus der β-D-Ribofuranose (Zucker) und dem N4-Methylcytosin. Es ist ein Derivat des Cytidins, welches an der Aminogruppe methyliert ist.
Die dimethylierte Variante ist das N4,N4-Dimethylcytidin.